# 熱舒夫省

1945-1975年的熱舒夫省

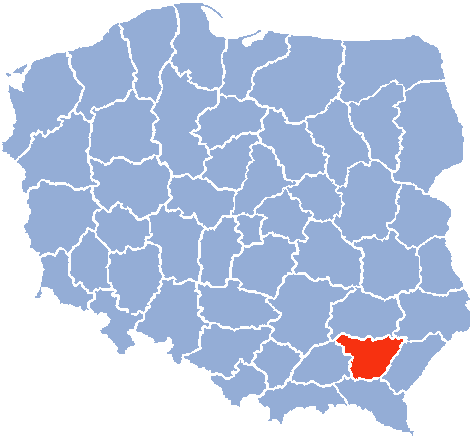
1975-1998年的熱舒夫省

熱舒夫省（województwo rzeszowskie）是波蘭歷史上的一個省，始於1945年。1999年1月1日被併入喀爾巴阡山省。
1965年面積18,636平方公里，人口1 692 800人。1998年面積4,397平方公里。人口648,900人。首府熱舒夫。